# Colletes ochraceus
Colletes ochraceus är en biart som beskrevs av Swenk 1906. Colletes ochraceus ingår i släktet sidenbin, och familjen korttungebin. Inga underarter finns listade i Catalogue of Life.